# Esther Kroon
Esther Kroon (Naarden, 10 februari 1966 – Antigua, Guatemala, 20 januari 1992) was een Nederlands fotografe.

## Levensloop
Kroon deed eindexamen vwo aan het Montessori Lyceum Amsterdam. In 1987 startte ze aan de Koninklijke Academie voor Beeldende Kunsten in Den Haag met een opleiding grafische vormgeving. Ze schreef zich in voor een cursus portretfotografie bij het Amsterdams Centrum voor fotografie De Moor, waar ze les kreeg van fotograaf Rineke Dijkstra. Ze brak haar opleiding aan de Academie voor Beeldende Kunsten af om de persoonlijk assistente van Dijkstra te worden.
In 1988 bracht Kroon drie maanden door in Barcelona. Met de aldaar gemaakte foto's van voornamelijk kinderen, verkreeg ze een stipendium van het Amsterdams Fonds voor de Kunst. In de zomer van 1989 maakte ze Kinderen in de grote stad, een documentaire-opdracht van het gemeentearchief Amsterdam. In augustus 1989 maakte ze tijdens het Festival Vie et Lumière in Spaarnwoude haar iconische foto van een kleuter voor een grote Amerikaanse Dodge.
In hetzelfde jaar begon Kroon met een opleiding fotografie aan de Rietveld Academie, waar ze het voorbereidende jaar oversloeg. In 1990 - Kroon was inmiddels derdejaars - plaatste Vrij Nederland haar serie Zomerkinderen, een selectie uit de documentaire-opdracht van 1989, in de bijlage.
In de herfst van 1991 ging Kroon, samen met haar klasgenote Hatta Fokker, in het kader van een uitwisselingsprogramma naar de Cooper Union in New York. Kroon en Fokker maakten daar een serie dubbelportretten.

### Overlijden
Kroon onderbrak haar studieverblijf in New York voor een kort bezoek aan de portretfotograaf Luis González Palma, die in Guatemala-Stad woonde. Na de logeerpartij bij Palma en zijn echtgenote, werd ze met de auto weggebracht naar Antigua. In Antigua werd zij op 20 januari 1992 op klaarlichte dag het slachtoffer van een roofmoord. Op 2 april 1992 werd Kroon herdacht in de Grote Kerk van Naarden. Ze werd begraven op begraafplaats Nieuw Valkeveen in Naarden.

## Fotoarchief
Het fotoarchief van Esther Kroon wordt beheerd door het Nederlands Fotomuseum in Rotterdam.

## Esther Kroonprijs
Van 1996 tot 2005 werd de Esther Kroonprijs uitgereikt, waarvoor net afgestudeerde studenten fotografie van de Gerrit Rietveld Academie in aanmerking kwamen. Winnaars waren onder anderen Carla van de Puttelaar en Katrin Korfmann.

## Tentoonstellingen (selectie)
- 24 maart t/m 21 april 1989: Portretten van Esther Kroon, Cultureel Centrum de Moor, Amsterdam.
- maart - 20 april 1992: Foto’s voor de stad, Museum Fodor, Amsterdam.[13]
- 16 februari tot 7 maart 1993: Esther Kroon, 1966-1992, Tentoonstellingsruimte Veem, Amsterdam.[14][5]
- 26 september t/m 14 oktober 2012: Esther Kroon, Foam.
- 20 mei t/m 3 september 2017: Springvloed, Van Zoetendaal & de Collectie, Nederlands Fotomuseum, Rotterdam.[15]
- 2019: Futures Past & Present, Huis Marseille, Amsterdam.[16][17][18]